# Laaxer Stöckli
Das Laaxer Stöckli (Bündnerromanisch Piz Grisch, wörtlich „Grauer Gipfel“) ist ein 2898 Meter hoher Berg im Schweizer Kanton Graubünden. Der Gipfel fällt nach Norden zur Tschingelnalp und nach Elm steil ab, gegen Flims fällt der Gipfel dagegen sanft ab. Diese Seite war seit 22. Dezember 1963 durch den Skilift La Siala der Bergbahnen Flims bis knapp 100 Höhenmeter unter den Gipfel im Winter erschlossen. Der Skilift hatte ursprünglich eine Umlenkstation, 1967 wurde die pannenanfällige Fehlkonstruktion in zwei Sektionen unterteilt. Der Antrieb erfolgte anfangs mit einem Dieselmotor, weswegen zu Beginn morgendliche Heisswasser-Transporte von der Nagens-Hütte zur Station Mughels nötig waren, um das eingefrorene Kühlwasser aufzutauen. 1983 erfolgte der Ersatz des Skilifts durch eine Sesselbahn bis auf 2813 Meter. Damit war es möglich, die Verbindung zum Vorabgletscher ohne den zuvor nötigen kleinen Aufstieg zu befahren. Diese Verbindung wurde geöffnet, als die Bergbahnen Crap Sogn Gion mit den Bergbahnen Flims zum Skigebiet LAAX fusioniert wurden. Eine neue Bahn ersetzt den mittlerweile 30 Jahre alten offenen Sessellift ab dem Winter 2015/16.
Der dem Gipfel nächstgelegene Weg führt über den Grischsattel, ein Blau-Weiss markierter Bergwanderweg vom Raum Grauberg (von Flims her) zur Martinsmadhütte. Vom Sattel steigt man auf dem Nordgrat des Laaxerstöckli (T4) zum Gipfel. Andere Routen zum Gipfel sind weglos aus anderen Richtungen ausser Nordwest möglich.